# The Spirit of St. Louis
The Spirit of St. Louis is een Amerikaanse film uit 1957 van Billy Wilder met in de hoofdrol James Stewart als Charles Lindbergh (1902-1974).
De film is gebaseerd op de gelijknamige autobiografie van Charles A. Lindbergh uit 1953 en volgt zijn 33 uur en 20 minuten durende solovlucht over de Atlantische Oceaan van New York naar Parijs op 20-21 mei 1927.
The Spirit of St. Louis flopte in de bioscopen. Het oorspronkelijke budget van 3 miljoen dollar werd uiteindelijk 6 miljoen dollar, terwijl de inkomsten niet hoger waren dan 2,6 miljoen. Ook de kritieken waren gemengd. Veel critici vonden Stewart te oud voor de rol. Hij was 47 toen de film werd gemaakt en speelde Lindbergh, die 25 was toen hij zijn solovlucht maakte in 1927. Wel werd de film geprezen vanwege de spectaculaire effecten. De film kreeg dan ook een Oscarnominatie in de categorie Beste Speciale Effecten. In latere jaren is de mening over de film bijgedraaid en tegenwoordig wordt The Spirit of St. Louis gezien als een klassieker.

## Verhaal
Mei 1927: in een hotel bij Roosevelt Field, New York, wacht piloot Charles Lindbergh op een weersverbetering. Het regent nu zeven dagen en hij wacht op een droge periode om de eerste non-stop trans-Atlantische solovlucht naar Parijs te maken. Terwijl hij wacht mijmert Lindbergh over zijn jaren als piloot van postbestellingsvluchten. Na een noodlanding bij zo'n vlucht hoort hij van de Orteigprijs voor een non-stop solovlucht over de Oceaan. Hij bespreekt het idee met een groep financiers uit St. Louis en beweert dat hij binnen veertig uur non-stop over de oceaan kan vliegen, door al het extra gewicht weg te halen en extra brandstoftanks te installeren. De financiers zijn enthousiast en bedenken een naam voor het vliegtuig: Spirit of St. Louis.
In San Diego ontmoet Lindbergh Frank Mahoney van Ryan Company, een kleine vliegtuigbouwer die aanbiedt om binnen negentig dagen een geschikt vliegtuig te bouwen. Men probeert van alles om het vliegtuig zo licht mogelijk te maken door bijvoorbeeld de navigatie-instrumenten en panelen weg te laten. De werknemers werken in ploegen 24 uur per dag en het toestel is klaar in 63 dagen. Verschillende piloten proberen ondertussen the Orteigprijs te winnen, maar raken vermist of komen om in de poging. Lindberg schrikt op uit zijn overpeinzingen in de hotelkamer en omdat hij niet kan slapen gaat hij naar het vliegveld en verwijdert de laatste overtollige zaken, scheerset, tandenborstel, parachute, om het toestel lichter te maken. Vanwege plaatsgebrek staat zijn magnetisch kompas op een moeilijk bereikbare plek. Hij vraagt aan een meisje in het publiek om haar spiegeltje, dat hij vastlijmt in de cockpit.
Eindelijk stijgt Lindbergh moeizaam op en ontdekt dat hij gezelschap heeft van een vlieg. Hij noemt het insect Jasper en probeert uit te rekenen wat een vlieg weegt. Terwijl hij vliegt krijgt hij een terugslag van al die uren zonder slaap en hallucineert hij een beetje. Al snel raakt zijn voet verdoofd en sluimert hij een beetje in. Gelukkig maakt Jasper hem wakker door vlak langs zijn gezicht te vliegen. Onderweg als hij over het open water van de oceaan vliegt denkt hij aan zijn dagen in een Vliegend Circus waar hij allerlei stunts in de lucht uitvoerde. Weer later ziet hij de eerste ijsberg en raakt het toestel overdekt met ijs. Snel wijkt hij uit naar een 'warmere' omgeving. Zijn kompas raakt onklaar en hij moet navigeren met behulp van de sterren.
Als het dag wordt is Lindbergh uitgeput en valt in slaap. Het toestel begint in een neerwaartse spin te raken, maar de reflectie van het zonlicht in de spiegel van het meisje doet hem op tijd ontwaken. Hij passeert Ierland en bereikt de kust van Frankrijk, waarna Lindbergh de Seine volgt. In de avond bereikt hij Parijs en landt op vliegveld Le Bourget. Een grote mensenmassa wacht hem op en Lindbergh wordt in triomf op de schouders rondgedragen. Hij is de eerste man die non-stop een trans-Atlantische vlucht heeft gemaakt.

## Rolverdeling
| Acteur            | Personage                 |
| ----------------- | ------------------------- |
| James Stewart     | Charles Lindbergh         |
| Muray Hamilton    | Harlan Gurney             |
| Patricia Smith    | meisje met het spiegeltje |
| Bartlett Robinson | Frank Mahoney             |
| Marc Connelly     | Father Hussman            |
| Arthur Space      | Donald Hall               |
| Charles Watts     | O.W. Schultz              |

## Achtergrond

### Scenario
In 1953 publiceerde Charles Lindbergh zijn autobiografie The Spirit of St. Louis. Diverse filmstudio's (onder andere Goldwyn, Twentieth Century-Fox, King Vidor Productions en Columbia) dongen naar de rechten, hoewel Lindbergh een opmerkelijk hoog bedrag vroeg, 1 miljoen dollar en controle over het scenario. In 1954 was het Warner Brothers dat de rechten kocht en kreeg Billy Wilder de opdracht het scenario te schrijven en de regie te doen. Samen met Charles Lederer en Wendell Mayes zette Wilder zich aan deze taak. Aangezien Lindbergh de controle over het scenario had bedongen, bleven de scenaristen opmerkelijk dicht bij de autobiografie. Zaken als het meisje dat haar spiegeltje aan Lindbergh geeft, zijn slapeloze nachten voor de vlucht, de strijd tegen het gewicht van het vliegtuig, het staat allemaal in de autobiografie. Zelfs het zingen van een liedje, Rio Rita, dat Stewart als Lindbergh in de film zingt, is historisch. Lindbergh was op weg naar de Broadwayshow waar het liedje in voorkomt toen hij hoorde dat het weer zou veranderen en hij ging naar het hotel bij Roosevelt Field zonder de show te hebben gezien.

### Acteurs
In de zomer 1955 begonnen de audities en Jack Warner, de studiobaas, wilde John Kerr als Lindbergh. Maar Kerr weigerde vanwege de racistische en nazi-verwante denkbeelden van Lindbergh. James Stewart rook zijn kans. Hij was een verwoed vlieger en een reserve-kolonel in de luchtmacht. Voor hem was Lindbergh een idool, een man die de wereld van het vliegen dramatisch had veranderd. De reden dat Stewart een passie voor vliegen had, was Lindberghs beroemde vlucht. Dus als er iemand was die de rol van Lindbergh zou spelen dan was het hijzelf. Er was echter een probleem. In 1927 was Lindberg 25 jaar, Stewart was in het jaar van de productie (1955) al 47. Hij was te oud en te dik voor de rol. Lindbergh zelf zag Stewart ook niet zo zitten en stelde Anthony Perkins voor. Volgens een hardnekkige mythe zou Warner Brothers James Dean hebben gewild voor de rol, maar zou de jonge acteur zijn omgekomen voor de film werd gemaakt. Dean was 25, de juiste leeftijd. Het is echter nooit bevestigd dat Dean gevraagd zou zijn. Jack Warner zag niets in James Stewart als Lindbergh. Toen de film in de bioscopen flopte, weet hij dit aan de keuze van Stewart. Uiteindelijk volgde Stewart voor het eerst van zijn leven een extreem dieet en viel kilo's af en blondeerde zijn haar. Warner ging overstag en Stewart kreeg de rol.

### Productie
Er werd gefilmd tussen september 1955 en maart 1956. Het scenario werd in de normale volgorde verfilmd zodat men kon eindigen in Parijs in de lente. Er werd gefilmd in de VS op Santa Maria Public Airport en Santa Monica Airport in Californië. Delen van de film werden opgenomen op Platt Ranch in Canoga Park, Californië, op de startbaan bij Flushing, bij het Woolworth building op Broadway New York. Verder werden opnamen gemaakt in Santa Ana, Californië en luchtopnamen boven Long Island, Boston, Nova Scotia, Newfoundland, Groenland, Cherbourg en Le Havre in Frankrijk, Killarney in Ierland en Spanje. Het vliegveld van Le Bourget werd gereconstrueerd op Guyancourt bij Versailles, Frankrijk.
Billy Wilder had de grootste moeite met Stewart, die zich tijdens de opnamen ongewoon moeilijk opstelde. Wilder begon zich af te vragen of Stewart misschien toch een verkeerde keuze was. Stewart had zich echter goed voorbereid. Hij was zelf vlieger en nog altijd reserve-officier bij de luchtmacht en om Lindbergh goed te kunnen spelen bekeek hij talloze oude nieuwsfilms en bestudeerde de manieren en gebaren van zijn held.
Om de vlieg "Jasper" geloofwaardig in de film te laten "spelen", gebruikte Herbert Plews, van de speciale effectenafdeling, 4200 vliegen.
Het budget voor de film lag aanvankelijk op drie miljoen, maar liep uiteindelijk op tot zes miljoen dollar. Er werden door Paul Mantz drie replica's van de Spirit of St. Louis gebouwd, die werden opgesteld in verschillende productielocaties in Europa, de VS en de studio. De toestellen waren gereconstrueerd op basis van de oude blauwdrukken van Ryan Industries. Het bouwen van de originele Spirit of St. Louis in 1927 had 13.000 dollar gekost. De replica kostte 100.000 dollar. Omdat er geen communicatie mogelijk was met het toestel als het in de lucht was, moest het na elke opname landen, om de piloot instructies te kunnen geven. Het weer werkte ook niet mee en de opnames werden een kostbare nachtmerrie.
Nadat de film was vertoond in een testvoorstelling was de ontvangst zo slecht dat de studio besloot tot een compleet nieuwe montage en het schieten van aanvullende opnames. Omdat er extra muziek nodig was zocht men een vervanger voor Franz Waxman die niet langer beschikbaar was. Dit werd Roy Webb, die samen met dirigent Ray Heindorf nieuwe muziek schreef op basis van Waxmans materiaal.

## Ontvangst
Niet alleen het testpubliek gaf de film een slechte ontvangst. Toen de film na hermontage in de bioscopen werd gebracht, werd het de grootste flop voor Warner Brothers ooit. Er kwam niet meer dan 2,6 miljoen aan opbrengsten binnen op een budget van zes miljoen. Het bleek al snel dat vrijwel niemand onder de veertig in de VS iets wist van Lindbergh en zijn prestatie. Warner Brothers huurde zelfs acteur Tab Hunter in om de film te promoten op de middelbare scholen en universiteiten. Hunter komt niet in de film voor, maar was wel populair bij tieners in 1957.

## Nominaties
De film werd genomineerd voor een Oscar voor de Speciale Effecten.